# Viktor Potočki
 (décembre 2018).
Si vous disposez d'ouvrages ou d'articles de référence ou si vous connaissez des sites web de qualité traitant du thème abordé ici, merci de compléter l'article en donnant les références utiles à sa vérifiabilité et en les liant à la section « Notes et références ».
Viktor Potočki, né le 27 mars 1999 à Donja Stubica, est un coureur cycliste croate.

## Palmarès sur route

### Par année
- 2016
  -  Champion de Croatie du contre-la-montre juniors
  - 3e du championnat de Croatie du contre-la-montre juniors
- 2017
  -  Champion de Croatie sur route juniors
  -  Champion de Croatie du contre-la-montre juniors
- 2018
  -  Champion de Croatie sur route
  -  Champion de Croatie sur route espoirs
  - Memorial Damir Zdrilicá
  - 3e du championnat de Croatie du contre-la-montre espoirs
- 2019
  -  Champion de Croatie sur route espoirs[1]
  -  Champion de Croatie du contre-la-montre espoirs
  - 3e du championnat de Croatie sur route
- 2020
  -  Champion de Croatie du contre-la-montre espoirs
  - 2e du championnat de Croatie sur route
  - 2e du championnat de Croatie du contre-la-montre
- 2021
  -  Champion de Croatie sur route
  - 2e du Giro del Belvedere
  - 2e du Visegrad 4 Bicycle Race - GP Hungary
  - 3e du championnat de Croatie du contre-la-montre espoirs
- 2022
  - 2e étape du Tour de Serbie
  - 3e du Poreč Trophy
- 2023
  -  Champion de Croatie sur route

### Classements mondiaux
| Année                                 | 2018 | 2019 | 2020 | 2021 | 2022 | 2023 | 2024  |
| ------------------------------------- | ---- | ---- | ---- | ---- | ---- | ---- | ----- |
| Classement mondial                    | 476e | 836e | 391e | 476e | 510e | 765e | 1129e |
| UCI Europe Tour                       | 273e | 610e | 320e | 387e | 406e | nc   | nc    |
|                                       |      |      |      |      |      |      |       |
| Légende : nc = non classéSource : UCI |      |      |      |      |      |      |       |

## Palmarès en cyclo-cross
- 2019-2020
  -  Champion de Croatie de cyclo-cross
- 2020-2021
  -  Champion de Croatie de cyclo-cross
- 2021-2022
  -  Champion de Croatie de cyclo-cross
- 2022-2023
  -  Champion de Croatie de cyclo-cross